# Mali Plavnik
Mali Plavnik je nenaseljeni otočić u hrvatskom dijelu Jadranskog mora. Pripada Kvarnerskoj skupini otoka. Nalazi se uz sjeveroistočnu obalu otoka Plavnika između Krka i Cresa. Upravno pripada Gradu Krku.
Njegova površina iznosi 0,055 km². Dužina obalne crte iznosi 1,07 km. Obale su mu strme i gotovo nepristupačne. Dubina mora oko Malog Plavnika kreće se oko 70 metara s najvećom dubinom od 84 metra sjeveroistočno od otočića. Između Malog Plavnika i Plavnika dubina je 20-etak metara. More je izrazito čisto i velike prozirnost. Dno pretežno kamenito. 
Najveća visina je 23 metra nad morem. 
Na otočiću su pronađene 44 biljne vrste, među kojima su najznačajnije endemična zajednica istarskog zvončića u pukotinama stijena te dalmatinske zečine (Campanola-Centaureetum dalmaticae). Pašnjaci na vrhu Malog Plavnika pripadaju zajednici čapljeza i kršina (Asphodelo-Chrysopogonetum grylli) koja pokriva i velik dio susjednog otoka Plavnika.
U blizini je otok Plavnik.